# Ulrich Stroth
Ulrich Stroth (* 1957 in Erbach im Odenwald) ist ein deutscher Physiker.

## Leben und Werk
Stroth studierte Physik an der TU Darmstadt. Er promovierte am Institut Laue-Langevin in Grenoble über Semiklassische Theorie für die nukleare Responsefunktion - quasielastische Elektronstreuung und habilitierte sich 1996 an der Universität Heidelberg mit einer Arbeit über vergleichende Transportuntersuchungen an Stellaratoren und Tokamaks (A comparative study of transport in stellarators and tokamaks). Im Jahr 1999 wurde Stroth Professor für Physik an der Universität Kiel. Im Jahr 2004 wurde er Direktor des Instituts für Plasmaforschung an der Universität Stuttgart. Seit 2010 ist er Leiter des Bereichs „Plasmarand und Wand“ am Max-Planck-Institut für Plasmaphysik in Garching bei München und seit 2012 auch Professor an der TU München.
Stroth ist verheiratet, hat eine Tochter und zwei Söhne.

## Veröffentlichungen
- Ulrich Stroth: Plasmaphysik. 1. Auflage. Vieweg + Teubner, Wiesbaden 2011, ISBN 978-3-8348-1615-3.
- Ulrich Stroth: Plasmaphysik: Phänomene, Grundlagen und Anwendungen. 2. Auflage. Springer Spektrum, Berlin 2017, ISBN 978-3-662-55235-3.